# صقر أسخم
الصقر الأسخم أو صقر الغروب (الاسم العلمي: Falco concolor) (بالإنجليزية: Sooty Falcon)‏، هو صقر متوسط الحجم ينتمي إلى صقريات (فصيلة: Falconidae)، يتكاثر في شمال شرق أفريقيا وحتى جنوب منطقة الخليج العربي، يشبه في طيرانه الصقر الأسحم.